# Дункан, Джозеф
Джозеф Дункан (англ. Joseph Duncan, 22 февраля 1794 г.) – 15 января 1844) — американский политик, шестой губернатор Иллинойса, единственный виг, когда-либо правивший штатом в США, четыре срока проработал в Палате представителей США от демократической партии. Дункан был последним губернатором Иллинойса, который во время своего пребывания в должности не был ни демократом, ни республиканцем.

## Молодость
Дункан родился в Париже, штат Кентукки. Он участвовал рядовым в войне 1812 года и в войне Чёрного Ястреба.

## Карьера
В 1818 году Дункан приехал в Иллинойс и поселился в Браунсвилле в округе Джексон. Здесь он был членом масонского братства в ложе Хирама № 8. В 1830 году переехал в Джексонвилл.
Дункан впервые выиграл выборы в Палате представителей Иллинойса и проработал там с 1825 по 1829 год. Затем в 1826 году избиратели избрали его представителем избирательного округа Иллинойса в Конгрессе, где он победил аболициониста и конгрессмена, избиравшегося несколько сроков подряд, Дэниела Поупа Кука. Джексоновские демократы были на подъеме в политике Иллинойса, и Кук впал в их немилость, когда проголосовал против Эндрю Джексона на выборах 1825 года. Дункан успешно баллотировался, набрав 6322 голоса против 5619 у Кука. Он дважды переизбирался в избирательный округ и в 1832 году выиграл четвертый срок, представляя созданный к тому времени 3-й округ. Сначала Дункан пошел в Конгресс как демократ-джексониец, но его отношения с партией президента Джексона ухудшились за время работы в Конгрессе. К 1834 году он чаще голосовал на стороне оппозиционных вигов. Его окончательный разрыв с демократами произошел в июне 1834 года, когда он проголосовал за возобновление деятельности Второго банка Соединенных Штатов. С помощью демократов, не знавших об изменении политических взглядов Дункана, Дункан был избран губернатором в том же году без участия в предвыборной кампании и без посещения Иллинойса.
Два года спустя губернатор Дункан обратился к законодательному органу с просьбой принять Закон о внутренних улучшениях штата, который санкционировал бы строительство многочисленных дорог, железных дорог, мостов, улучшение рек и портов, а также каналов по всему штату. Пытаясь справиться с паникой 1837 года и видя, что расходы на внутренние улучшения растут, Дункан обратился в законодательный орган с просьбой отменить программу. Законодатели проигнорировали губернатора, добавив в программу еще больше проектов. Программа привела к накоплению долгов, которые едва не привели штат к банкротству. Первый счет на 15 миллионов долларов, которые были взяты в долг для оплаты программы, более чем вдвое превышал годовой доход штата. Долг был полностью выплачен только в 1882 году.
Во время правления Дункана столица штата была перенесена из Вандалии, округ Фейетт, штат Иллинойс, в ее нынешнее местонахождение, Спрингфилд, округ Сангамон, штат Иллинойс. Это было сделано благодаря представителям Спрингфилда, известным как «Длинная девятка» (англ. Long Nine), одним из которых был Авраам Линкольн. Линкольн и восемь других членов его делегации выиграли столицу, обменяв свои голоса на победу Спрингфилда в борьбе за проекты для округов других представителей, что привело к провалу программы внутренних улучшений. Дункан стал кандидатом от партии вигов на пост губернатора в 1842 году, а его первоначальный оппонент умер в мае. Избиратели выбрали демократа Томаса Форда восьмым губернатором Иллинойса, а демократы также получили контроль над обеими палатами законодательного собрания Иллинойса.

## Смерть и наследие
Дункан умер в своем доме в Джексонвилле 15 января 1844 года в возрасте 49 лет. Похороны прошли на кладбище Даймонд-Гроув. Дом Джозефа Дункана в Джексонвилле был включен в Национальный реестр исторических мест США.